# Stopplaats Oranjekanaal
Oranjekanaal is een voormalige stopplaats aan Staatslijn C tussen Meppel en Groningen. De stopplaats Oranjekanaal lag tussen de huidige stations van Assen en Beilen, op korte afstand van het noorden van het dorp Beilen. Het station was geopend van 1 juni 1921 tot 15 mei 1934. In 1924 voltrok zich een ernstig ongeluk.
0,0: Meppel ·
4,6: Ruinerwold ·
8,4: Koekange ·
14,5: Echten ·
19,8: Hoogeveen ·
29,4: Wijster ·
33,7: Beilen ·
37,8: Oranjekanaal ·
40,5: Hooghalen ·
49,3: Assen ·
56,3: Oudemolen ·
60,1: Vries-Zuidlaren ·
66,4: De Punt ·
71,2: Haren ·
74,2: Groningen Europapark ·
76,9: Groningen